# Bernatowicz-Gieysztoff (herb szlachecki)
Bernatowicz-Gieysztoff (Bernatowicz-Geisztoff) – polski herb szlachecki, według Alfred Znamierowskiego odmiana herbu Jastrzębiec.

## Opis herbu
W polu błękitnym podkowa srebrna barkiem w górę, przez nią przechodzi strzała ostrzem w dół, rozdarta przy opierzeniu.
Klejnot: Trzy pióra strusie.

## Najwcześniejsze wzmianki
Nieznane pochodzenie herbu.

## Herbowni
Bernatowicz-Gieysztoff.